# Mnestheus ittona
Mnestheus ittona is een vlinder uit de familie van de dikkopjes (Hesperiidae). De wetenschappelijke naam van de soort is voor het eerst geldig gepubliceerd in 1870 door Arthur Gardiner Butler.